# David McCrae
David McCrae (ur. 23 lutego 1900 w Bridge of Weir, zm. 24 października 1976 w Kilmacolm) – szkocki piłkarz występujący na pozycji napastnika.
W 1926 zdobył Puchar Szkocji z St. Mirren.
Rozegrał dwa spotkania w reprezentacji Szkocji. Zadebiutował w niej 26 maja 1929 w wygranym 7:3 towarzyskim meczu z Norwegią, a po raz drugi wystąpił 1 czerwca 1929, w zremisowanym 1:1 towarzyskim pojedynku z Niemcami.